# Atentatul de la Suzhou din 2024
La 24 iunie 2024, un chinez a atacat cu un cuțit o mamă japoneză și pe fiul acesteia în vârstă de trei ani în stația de autobuz Xindi Center din apropierea Școlii Japoneze din Suzhou⁠(d), Jiangsu, China. Atacatorul a încercat să urce într-un autobuz școlar japonez în timpul atacului, ceea ce a dus la înjunghierea mortală a însoțitoarei de autobuz - o femeie chineză pe nume Hu Youping (胡友平)—care intervenise pentru a proteja pasagerii. Mama și copilul au suferit răni ușoare. Autorul, pe nume Zhou, a fost arestat.
La 28 iunie, Mao Ning⁠(d), purtătorul de cuvânt șef al Ministerului chinez al Afacerilor Externe⁠(d), a făcut o declarație publică în care a deplâns moartea lui Hu și a anunțat că aceasta va fi recunoscută oficial de guvernul municipal din Suzhou pentru curajul său. Companiile chineze de tehnologie Tencent și NetEase⁠(d) au anunțat măsuri de contracarare a naționalismului chinez⁠(d) extrem în rândul internauților, care a făcut obiectul unei analize atât înainte, cât și după atac.

## Context
Datorită atracției Suzhou pentru investițiile corporative japoneze, multe companii japoneze din China și-au stabilit sediul central în Suzhou, atrăgând mulți expatriați japonezi⁠(d) în oraș; conform cifrelor publicate de Ministerul Afacerilor Externe al Japoniei⁠(d) în octombrie 2023, aproximativ 5 300 de expatriați japonezi locuiau în Suzhou. Conform informațiilor de pe site-ul oficial al Școlii Japoneze din Suzhou⁠(d), aflată în apropierea locului unde a avut loc atacul, școala oferă învățământ în limba japoneză de la clasa întâi a școlii primare până la clasa a treia a școlii gimnaziale (cu vârste cuprinse între 6 și 15 ani) și are, de asemenea, o grădiniță. Zona din jurul stației de autobuz unde a avut loc înjunghierea este locul unde locuiesc expatriați japonezi.
Acest atac este al doilea atac violent asupra străinilor în China în iunie 2024. La 10 iunie, patru profesori universitari din Statele Unite au fost atacați cu un cuțit⁠(zh)[traduceți] în parcul Beishan⁠(d), orașul Jilin⁠(d).

## Atac
Consulatul General al Japoniei în Shanghai⁠(ja)[traduceți] și poliția din Suzhou au raportat că, în jurul orei 16:00 la 24 iunie 2024, o mamă și fiul unor expatriați japonezi care trăiesc în China și un angajat chinez aflați la bordul unui autobuz școlar japonez au fost atacați cu un cuțit.
Potrivit rapoartelor mass-media japoneze, înjunghierea a avut loc când se încheia școala. Mama japoneză și fiul ei în vârstă de 3 ani așteptau autobuzul școlar în stația de autobuz Xindi Center, la 1 km distanță de Școala Japoneză din Suzhou⁠(d). Când autobuzul școlar a ajuns în stație, un chinez în vârstă de 52 de ani, care era șomer și sosise recent în oraș, i-a atacat brusc pe mamă și pe copil cu un cuțit. Atacatorul a apucat hainele copilului japonez și l-a înjunghiat în spate.
Atacatorul a încercat apoi să urce în autobuzul școlar, dar Hu Youping (胡友平), un șofer de autobuz școlar chinez în vârstă de 54 de ani, l-a oprit pe atacator, permițându-i băiatului japonez să scape. Potrivit mamei copilului, Hu l-a tras mai întâi și apoi l-a îmbrățișat pe atacator. Ea și părinții elevului au folosit umbrele și genți de mână pentru a-l bloca pe atacator. Atacatorul a fost în cele din urmă imobilizat de Hu și de un alt șofer de taxi. Hu a fost înjunghiată de mai multe ori de suspectul și a căzut la pământ inconștientă din cauza rănilor grave. Atacatorul a continuat să facă zgomot o vreme după ce a fost supus și a fost ulterior reținut de poliție.
După înjunghiere, cei trei răniți au fost trimiși la spital, inclusiv copilul japonez. Mama sa a fost externată din spital în aceeași zi. Hu a fost trimis la spital unde resuscitarea a eșuat și a murit două zile mai târziu, pe 26 iunie. Pe 28 iunie, funeraliile lui Hu au avut loc la Casa funerară Suzhou. La slujbă au participat membrii familiei, rude și prieteni, împreună cu cetățeni și lideri la nivel urban și municipal. La 2 iulie, Hu a primit titlul postum de „Model de curaj pentru dreptate” din partea autorităților din Suzhou.

## Victimă
Hu Youping s-a născut pe 27 iulie 1969, în satul Jialing, comitatul Jialing, orașul, orașul Huai'an⁠(d) din nordul Suzhou. La vârsta de 20 de ani, a lucrat ca muncitoare în industria textilă la o fabrică de bumbac din Suzhou, înainte de a se căsători și a avea copii în Jiangsu. Hu a plecat ulterior la o altă fabrică pentru a continua să lucreze. În primăvara anului 2016, Hu și-a pierdut locul de muncă și a aplicat pentru un loc de muncă ca bonă și muncitoare la o companie de servicii domestice de pe Ganjiang Road, Suzhou. În 2020, Hu și-a înființat propria microîntreprindere⁠(d) numită „DM Fashion”, care vindea bunuri de consum pentru femei. Cu toate acestea, magazinul a fost închis din cauza pandemiei de COVID-19⁠(d). Ca urmare, ea s-a întors la curățenie, făcând diverse lucrări temporare de externalizare, până când a aplicat pentru un loc de muncă ca șofer de autobuz școlar și ghid la Școala Japoneză din Suzhou.

## Urmări

### În urma atacului
La 25 iunie, la prânz, consulul general Shuichi Akamatsu⁠(jp)[traduceți] de la Consulatul General al Japoniei din Shanghai s-a întâlnit cu primarul orașului Suzhou, Wu Qingwen⁠(zh)[traduceți], pentru a prezenta observații cu privire la înjunghiere, solicitând orașului Suzhou să comunice cât mai curând posibil Japoniei informații relevante despre acest caz și să consolideze securitatea în jurul școlilor japoneze din Suzhou. Wu a declarat că a solicitat consolidarea în continuare a măsurilor de siguranță.
În după-amiaza zilei de 25 iunie, Mao Ning⁠(d), purtătorul de cuvânt al Ministerului Afacerilor Externe al Republicii Populare Chineze⁠(d), a calificat atacul drept un „incident accidental” în cadrul unei conferințe de presă obișnuite, descriindu-l ca fiind ceva ce s-ar întâmpla peste tot în lume. Mao a declarat că „China este încă una dintre cele mai sigure țări din lume”, va lua măsuri pentru a proteja străinii din China, precum și cetățenii chinezi. Atunci când un reporter de la Bloomberg⁠(d) a întrebat cum a fost evaluată declarația sa conform căreia China este „una dintre cele mai sigure țări”, Mao a spus că se bazează pe „evaluări din toate părțile”, adăugând: „Dacă locuiți în China, cred că puteți simți că China este foarte sigură.”
Consulatul General al Japoniei din Shanghai a declarat că nu există indicii clare că atacul a vizat în mod intenționat japonezi. Cu toate acestea, a declarat că în luna aprilie a aceluiași an, un japonez a fost înjunghiat în gât de un bărbat care ar fi putut fi chinez pe strada Huaihai din Suzhou, suferind răni minore.
Școala japoneză din Suzhou a suspendat cursurile pe 25 iunie înainte de a le relua a doua zi, după ce măsurile de securitate au fost consolidate. De asemenea, poliția din Suzhou și-a consolidat prezența în apropierea școlii. Se pare că locuitorii japonezi din Suzhou nu și-au lăsat copiii să iasă afară.
Internauții⁠(d) chinezi au avut reacții mixte la înjunghiere. Un internaut a publicat o postare în care o lăuda pe Hu, spunând: „Pe termen lung, această eroină a salvat viețile multor oameni din Suzhou și chiar din întreaga țară”. Postarea a fost publicată în decurs de o zi. Aceasta a primit peste 20.000 de aprecieri; unii internauți au discutat că înjunghierea ar putea avea legătură cu educația bazată pe ură sau cu sentimentul antijaponez din China⁠(d). Sina Weibo⁠(d) a anunțat pe 26 iunie că a eliminat 759 de postări care foloseau înjunghierea pentru a incita la ură și a glorifica crimele și a interzis sau a șters 36 de conturi ilegale.
La 30 iunie, Kyodo News⁠(d) a citat mai multe surse despre relațiile dine Japonia și China⁠(d), afirmând că atacatorul nu avea un loc de muncă și nu avea familie. El venise recent în Suzhou și se simțea izolat. Este posibil ca atacul să fi fost un atac la întâmplare, mai degrabă decât o țintă a cetățenilor japonezi.
În după-amiaza zilei de 1 iulie, o delegație formată din 87 de membri ai Asociația japoneză pentru promovarea comerțului internațional⁠(zh)[traduceți], condusă de fostul președinte al Camerei Reprezentanților japoneze Yōhei Kōno⁠(d), a purtat discuții cu vicepremierul chinez He Lifeng⁠(d) la Marea Sală a Poporului⁠(d) din Beijing. În timpul discuțiilor, He Lifeng a declarat că „nu trebuie permis” ca atacul să aibă un impact asupra relațiilor chino-japoneze⁠(d).

### Doliu
La 28 iunie, Mao a declarat că Hu întruchipa bunătatea și curajul poporului chinez și și-a exprimat condoleanțele pentru moartea sa.
În aceeași zi, secretarul șef al cabinetului japonez Yoshimasa Hayashi⁠(d), și-a exprimat regretul pentru atac și a sperat că victimele își vor reveni curând. El a trimis Consulatul General al Japoniei din Shanghai la Suzhou pentru a oferi sprijin locuitorilor japonezi din zonă. Guvernul japonez a solicitat, de asemenea, Beijingului să prevină repetarea unor incidente similare și să facă schimb de informații. Ambasadorul Japoniei în China, Kenji Kanasugi⁠(ja)[traduceți], a emis o declarație video pe contul oficial Sina Weibo al ambasadei, în care și-a exprimat condoleanțele față de victime. Ambasada Japoniei în China⁠(d) de asemenea, drapelul în bernă, în semn de doliu. Ministrul japonez de externe, Yōko Kamikawa⁠(d), a deplâns-o pe Hu în cadrul unei conferințe de presă și și-a exprimat regretul profund pentru moartea acesteia. Kamikawa și-a exprimat „profunda recunoștință și respect pentru comportamentul curajos al lui Hu Youping”.
Mulți s-au adunat în stația de autobuz unde a avut loc înjunghierea pentru a depune flori și a-și exprima condoleanțele. Unii internauți au scris că în stația de autobuz erau peste 20 de ofițeri în civil care încercau să ia florile trecătorilor. Un internaut a raportat că au avut o „luptă mare” cu câteva persoane în civil din cauza florilor. China News Network a raportat că cineva de la fața locului a spus că „florile vor fi adunate împreună și trimise la salonul funerar”.
La 28 iunie, un raport din Suzhou Daily despre familia lui Hu a afirmat că:
„Membrii familiei au discutat în unanimitate și au decis să nu accepte donații de bani sau materiale. Ei speră, de asemenea, că nu vor mai fi deranjați. Ei speră doar că decedatul se odihnește în pace și că familia se poate întoarce la o viață liniștită cât mai curând posibil.”—Suzhou Daily
În seara zilei de 28 iunie, Turnul de radio și televiziune din Tianjin⁠(d) a proiectat un portret al lui Hu cu fraze precum „O lumină care iluminează inimile lumii” și „Faptele bune ale unei persoane pot inspira mii de oameni” pentru a-și exprima condoleanțele.

### Impact
NetEase⁠(d), Tencent, Douyin, Bilibili⁠(d) și alte platforme sociale chineze s-au ocupat împreună de un număr mare de comentarii de pe internetul chinezesc care au afectat înjunghierea. Aceste platforme au considerat că „aceste comentarii au incitat la confruntarea dintre China și Japonia și au stârnit sentimente naționaliste extreme, fiind conținut ilegal”.